# Коротьковский сельсовет
Коротьковский сельсовет — административная единица на территории Кормянского района Гомельской области Республики Беларусь. Административный центр — городской посёлок Корма.

## История
1 марта 2012 года упразднены деревни Осов, Остров.

## Состав
Коротьковский сельсовет включает 19 населённых пунктов:
- Богдановичи — деревня
- Волынцы — деревня
- Выношевка — деревня
- Городок — деревня
- Жауница — деревня
- Кляпин — деревня
- Кляпинская Буда — деревня
- Колюды — деревня
- Коротьки — агрогородок
- Корсунь — деревня
- Курганица — деревня
- Малашки — деревня
- Маленик — деревня
- Сапожки — деревня
- Семеновка — деревня
- Труд — деревня
- Ясень — деревня

Упразднённые населенные пункты:
- Бервены — деревня
- Васильевка — деревня
- Кураковщина — деревня
- Лозовица — деревня
- Новая Зеньковина — деревня
- Осов — деревня[1]
- Остров — деревня[1]
- Старая Зеньковина — деревня
- Струмень — деревня
- Сырск — деревня